# Valjala-Ariste
Koordinaten: 58° 24′ N, 22° 49′ O
Valjala-Ariste ist ein Dorf (estnisch küla) auf der größten estnischen Insel Saaremaa. Es gehört zur Landgemeinde Saaremaa (bis 2017: Landgemeinde Valjala) im Kreis Saare. Bis zur Neugründung der Landgemeinde Saaremaa hieß der Ort „Ariste“ und wurde umbenannt, um sich von Ariste zu unterscheiden, da beide nun in derselben Landgemeinde liegen.
Das Dorf hat 17 Einwohner (Stand 31. Dezember 2011). Es liegt unmittelbar südöstlich von Valjala.

## Persönlichkeiten
Ariste ist der Geburtsort des estnischen Lyrikers und Publizisten Bernhard Viiding (1932–2001).